# Eje transversal PE-26
El Eje transversal PE-26 es uno de los veinte eje que forma parte de la red transversal de Red Vial Nacional del Perú. Está conformado por las rutas transversales PE-26, PE-26 A y PE-26 B.  Une los departamentos de Ica, Huancavelica y Ayacucho.

## Rutas
- PE-26: Chincha Alta-Izcuchaca
- PE-26 A (ramal): Toyoc-Castrovirreyna
- PE-26 B (ramal): Huancavelica-Lagunilla